# Guido Marazzi
Guido Marazzi (Locarno, 2 settembre 1928 – Muralto, 4 giugno 2012) è stato un docente e giornalista svizzero-italiano.

## Biografia
Figlio di Alessandro Marazzi e Bruna nata Gurgo, frequentò le scuole a Locarno. Nel 1952 si laureò in lettere a Firenze presentando la tesi sulle Rime di Giovanni Paolo Lomazzo. Nel 1956 venne nominato docente di Letteratura italiana alla magistrale di Locarno.
Militò nelle file del Partito Liberale Radicale. Il 29 giugno 1961 fondò insieme a Luigi Salvadè i Sindacati Indipendenti Ticinesi (SIT), che presiedette per otto anni; presto riuscì ad attirare quasi tutti i soci dei Sindacati liberi nel Sopraceneri. Nel 1963 diede alle stampe il Progresso Sociale. Dal 1968 fu Direttore della Scuola magistrale di Locarno e fondatore dei Corsi per adulti.